# George Boole
George Boole (Lincoln, 2 de novembro de 1815 — Ballintemple, 8 de dezembro de 1864) foi um matemático, filósofo britânico, criador da álgebra booleana, fundamental para o desenvolvimento da computação moderna.

## Biografia

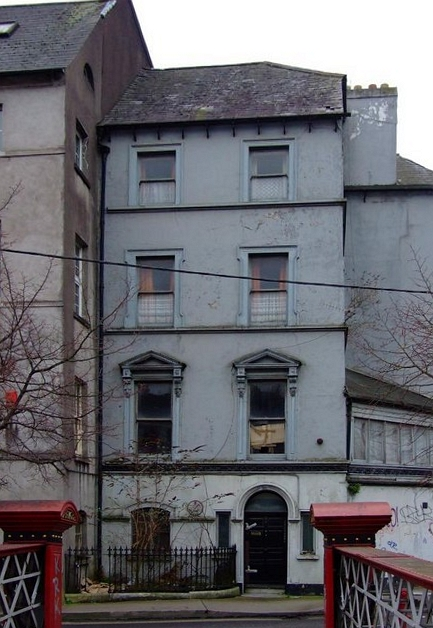
A casa onde viveu Boole entre 1849 e 1855 em Cork, na Irlanda.

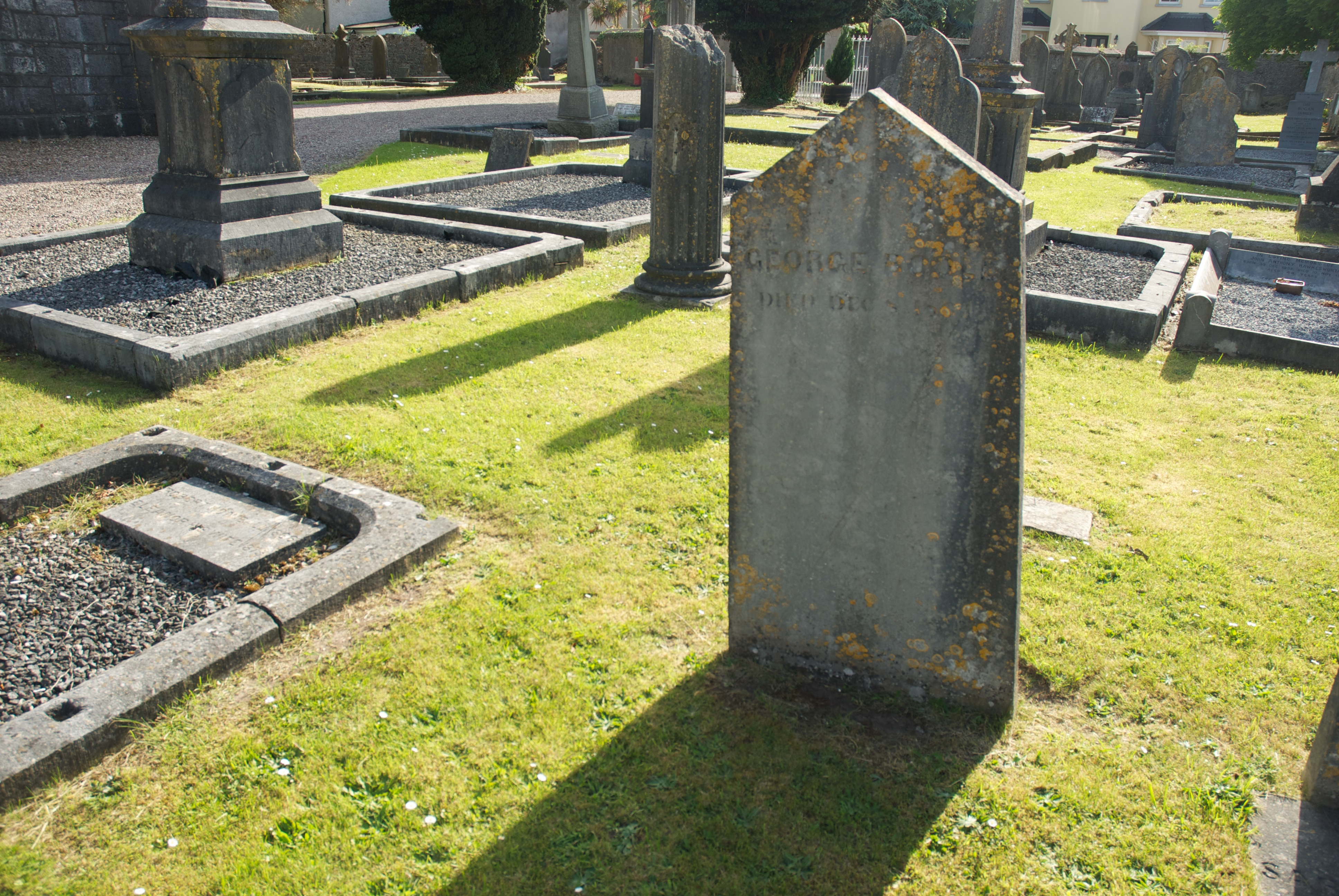
A sepultura de George Boole, em Cork, na Irlanda.

O pai de Boole tinha uma pequena loja de sapatos em Ballintemple, na Irlanda. O que se esperava das crianças desta classe era que aprendessem o mínimo de catecismo para que não ultrapassassem o limite de obediência aos que se encontravam em boa situação financeira. Os filhos destes aprendiam um pouco de latim, e não grego, passando a ser considerados senhores. Na escola por ele frequentada, o latim não era ensinado. Resolveu aprender esta língua por acreditar ser este o caminho para uma posição superior.
A única orientação que pôde obter foi a do dono de uma livraria que lhe deu algumas noções de gramática. Continuou sozinho e, aos catorze anos, traduziu os versos da "Ode to the Spring" para o latim. Seu pai, orgulhoso, levou o trabalho para o jornal local que o publicou, deflagrando duas correntes: uma elogiando e outra humilhando Boole. Um professor de línguas clássicas duvidou de que um menino de quatorze anos pudesse realizar tal tradução. Desafiado, decidiu melhorar o domínio de latim, acrescentando o grego. O aprendizado inicial de matemática lhe foi dado por seu pai. Tendo terminado a escola pública fez um curso comercial, tornando-se mais realista relativamente ao seu futuro. Aos dezesseis anos começou a dar aulas, a fim de ajudar seus pais, embora o que ganhasse fosse muito pouco.
Por quatro anos ensinou em escolas elementares. A partir de então buscou avaliar as profissões que lhe ofereceriam boas perspectivas: a carreira militar estava fora do seu alcance, por sua penúria financeira; a advocacia exigiria cursos acima de sua disponibilidade orçamentária. Restava-lhe a igreja. Resolveu, pois, tornar-se padre. Embora não tenha se concretizado a ideia, os quatro anos em que se preparou para a carreira eclesiástica não foram perdidos. Aprendeu francês, alemão e italiano, que lhe seriam indispensáveis em seu futuro.
Finalmente, ele encontrou seu caminho, a partir daquelas primeiras aulas recebidas de seu pai. Aos vinte anos abriu uma escola, onde teria que ensinar a matemática que se esperava fosse ensinada em boas escolas. Buscou livros que o orientassem. Os livros comuns, daquela época, deram-lhe grande interesse; a seguir foram considerados desprezíveis. Buscou os grandes mestres da matemática. Seu primeiro trabalho foi ignorado pela maioria dos matemáticos, exceto por alguns raros que reconheceram ali o germe de algo de supremo interesse para a  matemática. O desenvolvimento natural do que Boole começou, transformou-se em uma das mais importantes divisões da matemática pura. Disse Bertrand Russell: “a matemática pura foi descoberta por Boole em seu trabalho “Leis do Pensamento”, publicado em 1850.
Por si mesmo, aos vinte anos, dispôs-se a dominar a  “Mécanique Céleste” de Laplace, obra dificílima, pouco esclarecedora pela falta de interesse do autor em elucidar o caminho percorrido para suas conclusões. A seguir tentou acompanhar a abstrata “mecânica analítica” de Lagrange, na qual não é colocado um único diagrama do começo ao fim para ilustrar sua análise. Ainda assim pôde fazer sua primeira contribuição à matemática (um artigo sobre “cálculo de variações”). Ainda em seu estudo solitário descobriu os “invariantes”, cuja importância pode ser reconhecida ao conscientizarmos que sem a teoria matemática dos invariantes (que cresceu a partir dos primeiros trabalhos algébricos) a Teoria da Relatividade teria sido impossível.
Então, no limiar de sua carreira científica, notou algo que outros poderiam ter percebido antes. Viu o que outros tinham negligenciado devido ao seu forte sentimento de simetria e beleza das relações algébricas. Outros olharam aquele achado, considerando-o simplesmente bonito, enquanto Boole reconheceu que ali estava algo de uma ordem mais elevada. Boole enviou seu trabalho para o Jornal Matemático de Cambridge, que havia sido fundado em 1837 e que se encontrava sob a hábil editoração do matemático escocês D. F. Gregory. A originalidade e estilo impressionaram Gregory, iniciando-se uma amizade que perdurou pelo resto da vida. Foi nesta época que surgiu a moderna concepção de álgebra, que levou à compreensão da álgebra como álgebra, ou seja, como o desenvolvimento abstrato das conseqüências de um grupo de postulados sem necessariamente a interpretação ou aplicação de números. Sem esta compreensão de que a álgebra em si mesma nada mais é do que um sistema abstrato, ela poderia ainda encontrar-se inserida no bolo aritmético do século XVIII, incapaz de avançar para as variantes sob a direção de Hamilton. Por iniciativa própria ele separou os símbolos das operações matemáticas das coisas sobre as quais elas operavam, buscando compreendê-las. Seu trabalho nesta direção é extremamente interessante, porém obscurecido pelo seu principal interesse - a criação de um simples e manejável sistema simbólico, ou seja, a lógica matemática.
Continuava lecionando, mas agora conhecia e se correspondia com muitos dos principais matemáticos britânicos. Em 1838 publicou o pequeno livro A Análise Matemática da Lógica, sua primeira contribuição para o vasto assunto, que o tornaria famoso pela ousadia e perspicácia de sua visão. De Morgan apercebeu-se de que ali estava um mestre e apressou-se em reconhecê-lo. Ele tinha aberto um novo e importante patamar. Por se encontrarem seus pais totalmente sob sua dependência, continuava dando aulas. Em 1849 foi designado professor de matemática no recém criado "Queen’s College" na cidade de Cork, Irlanda (atualmente University College Cork). Realizou os mais variados trabalhos matemáticos, mas seu esforço principal continuou sendo o de aperfeiçoar e dar forma final à sua obra-prima, publicada em 1857, Uma Investigação das Leis do Pensamento, em que se fundamentam as teorias matemáticas da lógica e probabilidades. Em 1857 foi eleito membro da Royal Society. É incomum que um matemático nesta idade ainda venha a produzir um trabalho tão profundamente original. O parágrafo inicial de um de seus textos nos dá uma ideia do seu estilo e extensão do seu trabalho. “O motivo do  presente tratado é investigar as leis fundamentais do funcionamento do cérebro através das quais o raciocínio se realiza; expressá-las através da linguagem do cálculo e, sobre este fundamento, estruturar a ciência da lógica e construir o seu método; fazer deste método a base de todos os métodos para aplicação da doutrina matemática de probabilidades; e, finalmente, recolher dos vários elementos verdadeiros trazidos para serem examinados no curso destas investigações alguma provável sugestão a respeito da natureza e constituição da mente humana”. Ele convertera a lógica em um tipo de álgebra fácil e simples.
Desde o trabalho pioneiro de Boole, sua grande criação tem sido melhorada. Mas a lógica simbólica foi negligenciada por muitos anos depois de sua invenção. Até 1910 ainda existiam eminentes matemáticos desdenhando-a como uma curiosidade filosófica sem qualquer significância matemática. O trabalho de Whitehead e Russell em Principia Mathematica (1910-1913) foi o primeiro a convencer um grupo de matemáticos que a lógica simbólica devia receber sua séria atenção.
Boole não sobreviveu muito tempo à produção de sua obra-prima. Um ano após a sua publicação casou-se com Mary Everest, sobrinha do coronel George Everest. Sua mulher tornou-se sua devotada discípula. Depois da morte do marido, Mary Boole aplicou algumas ideias que ela havia adquirido dele para racionalização e humanização da educação de crianças, através do folheto Psicologia de Boole. 
Boole morreu de pneumonia, honrado e com crescente fama, em 1864.
Quase todas as linguagens de programação tem um tipo lógico chamado boolean como referência ao seu nome, que pode conter os valores 1 (verdadeiro) ou 0 (falso).